# Antim, o Ibérico
Antim, o Ibérico (em romeno: Antim Ivireanul; em georgiano: ანთიმოზ ივერიელი; romaniz.: Antimoz Iverieli; nome secular: Andria; Cártlia, 1650 — Adrianópolis, setembro ou outubro de 1716) foi um teólogo, estudioso, calígrafo, filósofo georgiano e uma das maiores figuras eclesiásticas da Valáquia, liderou a imprensa do príncipe da Valáquia e foi Metropolita de Bucareste em 1708−1715.

## Juventude
Antim nasceu no Reino de Cártlia, um reino georgiano então conhecido como Ibéria no Ocidente. Antim foi conduzido prisioneiro pelas tropas otomanas e vendido no mercado de escravos em Constantinopla. Foi treinado como artesão, aprendendo escultura em madeira, pintura, bordado e caligrafia. Em algum momento ele foi resgatado pelo Patriarca de Constantinopla. Ele recebeu ordens em Istambul, enquanto vivia nos complexos do Patriarcado. O Patriarca Dositeu viajou para Iași, levando Antim com ele. Uma gráfica grega havia sido instalada lá em 1682.

## Na Valáquia
Em 1689, ele foi convidado a se estabelecer na Valáquia pelo príncipe Constantino Brancovan, e em 1691 foi encarregado da recém-fundada gráfica em Bucareste. Em 1693, publicou os Evangelhos em romeno. Em 1695, sendo nomeado pai superior (egumen) do Mosteiro Snagov, instalou uma gráfica no novo local.
Antim falava e escrevia em grego, turco e árabe. Ele logo adquiriu um conhecimento completo do romeno e foi fundamental para introduzir esse idioma na igreja local como seu idioma oficial. Em 1702 ele voltou para Bucareste.
Tornou-se bispo de Râmnicu em 1705, e em 1708 Metropolita da Valáquia.
Em 1709, Antim foi o fundador da primeira tipografia georgiana em Tbilisi; ele também treinou os georgianos na arte da impressão e produziu os tipos com os quais, sob seu pupilo Mihai Iștvanovici, imprimiu os primeiros Evangelhos georgianos (1710). Ele também imprimiu um pequeno catecismo para ajudar seus sacerdotes na instrução catequética. Além disso, Antim publicou 25 outros livros em romeno, bem como em eslavo eclesiástico, grego e árabe (geralmente em volumes bilíngues, como o Missal grego-árabe de 1702); isso significava que ele também foi o primeiro na Valáquia a usar fontes árabes.
Sua obra homilética, a Didache, era uma coleção de sermões destinados a ser uma crítica aguda dos hábitos e moral contemporâneos; notavelmente, ao lado de fontes cristãs, Antim fez referência à filosofia clássica. Juntamente com sua produção literária, o clérigo foi o construtor do Mosteiro de Todos os Santos em Bucareste, agora conhecido como Mosteiro Antim em sua memória.

## Morte
A oposição aberta de Antim à tutela otomana sobre a Valáquia fez dele um adversário do regime fanariota. O novo príncipe Nicholas Mavrocordatos o aprisionou e, posteriormente, o exilou no Monte Sinai. Antim foi capturado pelos otomanos durante a viagem e assassinado em algum lugar na atual Bulgária (seu corpo teria sido descartado no rio Maritsa ou no Tundzha). Alega-se que seu assassinato foi ordenado pelo próprio Mavrocordatos.

## Canonização
Em 1992, Antim foi canonizado pela Igreja Ortodoxa Romena, tendo seu dia santo em 27 de setembro. Em memória dos 300 anos de sua morte, a Igreja Ortodoxa Romena declarou 2016 como o ano de Santo Antim, o Iveriano.

## Legado
Nos dias modernos, Antim representa um símbolo das relações entre a Geórgia e a Romênia.
Um troféu da união de rúgbi, a Copa Antim, disputada entre a Romênia e a Geórgia todos os anos, leva seu nome.